# Callispa bipartita
Callispa bipartita es un coleóptero de la familia Chrysomelidae.
Fue descrita científicamente por primera vez en 1961 por Kung & Yu.